# Der vilder foter
Der vilder foter ist der Titel eines jiddischen Stummfilms aus dem zaristischen Polen von 1911. Andrzej Marek hat ihn nach einem Bühnenstück
von Zalmen Libin und einem Drehbuch, welches er mit diesem erarbeitet hatte, für den Warschauer Filmproduzenten Mordka Towbin realisiert.
Die Hauptrollen spielten Herman Sieracki und Zina Goldsztejn.

## Handlung
Vater tötet illegitimes Kind der Tochter.
In einem jüdischen shtetl lebt mit seiner Familie der Bauer Zachar. Seine schöne Tochter Rachel hat er gegen ihren Willen seinem reichen, aber nicht mehr jungen Nachbarn zur Ehe versprochen. Rachel jedoch liebt einen anderen. Als sie ein Kind bekommt, wirft es der Vater, verrückt vor Enttäuschung, in den Teich. Rachel vergeht vor Verzweiflung, und der grausame Vater stürzt sich, eingedenk seines Verbrechens, von einem Felsen hinab in den Abgrund.

## Hintergrund
Der Film, den Stanisław Sebel fotografiert hat, war eine Produktion der Gesellschaft Kantor Zjednoczonych Kinematografów Sila (deutsch Stärke). Er hatte eine ursprüngliche Länge von 1200 Metern auf 4 Akten; die in den USA verliehene Kopie war nur noch 800 Meter lang.
In Polen, wo am 12. November 1911 die Uraufführung stattfand, wurde der Film unter dem Titel Okrutny ojciec, in den USA als The Harsh Father gezeigt.